# Fosse Renard
La fosse Renard ou Jacques Renard de la Compagnie des mines d'Anzin est un ancien charbonnage du Bassin minier du Nord-Pas-de-Calais, situé à Denain. Les travaux commencent en 1836, la fosse exploite après sa mise en service un gisement très riche de houille grasse et demi-grasse. Les terrils nos 162 et 162A sont entrepris à côté du carreau de fosse. Des habitations sont bâties pour les mineurs. Un second puits est commencé en 1873. Émile Zola descend dans cette fosse en 1884 afin de se documenter en vue de l'écriture de Germinal. La fosse est détruite durant la Première Guerre mondiale, elle est reconstruite avec des chevalements en béton armé. Jules Mousseron y a œuvré durant 46 ans.
La Compagnie des mines d'Anzin est nationalisée en 1946, et intègre le Groupe de Valenciennes. La fosse cesse d'extraire en 1948, les réserves étant faibles, et les puits sont comblés en 1952. Les installations de surface ne sont détruites que vingt ans plus tard.
Le carreau de fosse est occupé par diverses entreprises, dont un ferrailleur, une casse, et deux concessionnaires. Au début du XXIe siècle, Charbonnages de France matérialise les têtes des puits Renard nos 1 et 2. Les cités conservées ont été rénovées. Le terril conique no 162 est un espace naturel, il a été inscrit le 30 juin 2012 sur la liste du patrimoine mondial de l'Unesco.

## La fosse

### Fonçage
La fosse Renard est commencée en 1836 par la Compagnie des mines d'Anzin à Denain.

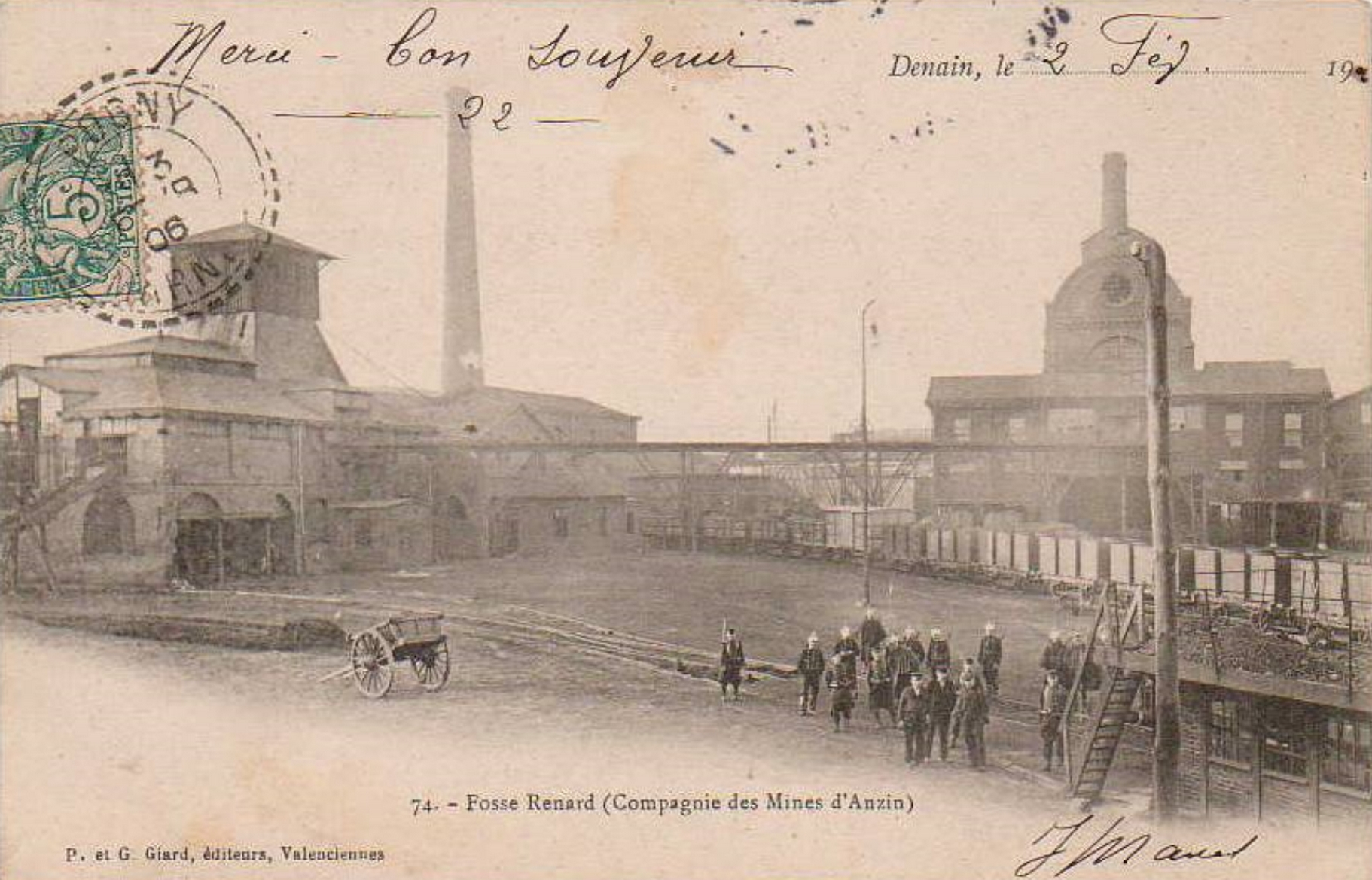
Les puits nos 1 et 2 avant la guerre.

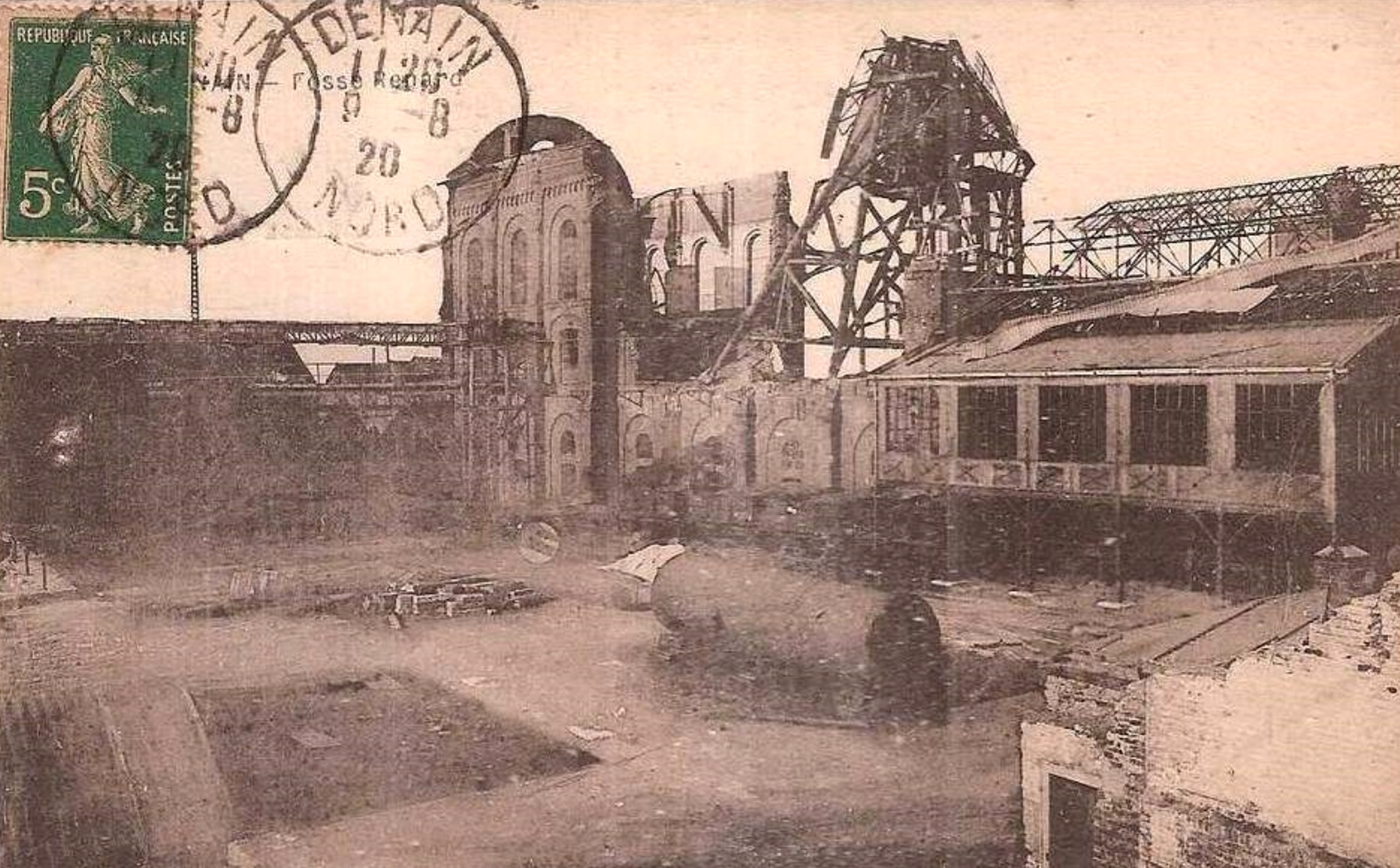
Le puits no 2 détruit.

L'orifice du puits est situé à l'altitude de 34 mètres. Le terrain houiller est atteint à la profondeur de 74 mètres,,.
La fosse est baptisée en l'honneur de Jacques Renard, un des personnages majeurs de la compagnie, décédé en 1836 durant le fonçage du puits.

### Exploitation
La fosse exploite un riche gisement de houille grasse et demi-grasse. Le puits no 2 est commencé en 1873, à 75 mètres au nord-est du puits no 1. Émile Zola est descendu dans cette fosse en 1884 afin de se documenter avant l'écriture de Germinal. Albert Olry indique que la fosse Renard, qui comprend deux puits, est la plus importante du groupe de Denain. Ses travaux portent presque exclusivement sur le grand plat de Denain. Cependant, au midi et aux étages supérieur, surtout vers l'ancien champ d'exploitation de la fosse d'Orléans, on y a atteint le droit de l'Enclos. Le dernier étage de la fosse Renard se trouve à 476 mètres, mais on se prépare à y établir un autre 70 mètres plus bas. Le grand plat de Denain présente à cette fosse quelques ondulations, spécialement dans les veines inférieures à Renard, on y remarque deux petits droits qui altèrent sa continuité. Dans la veine Édouard, l'un de ces droits est tellement renversé qu'il a son inclinaison vers le nord. Mais si l'on se borne à considérer les veines supérieures comprises entre Président et Marie-Louise, on ne trouve plus que ces plissements secondaires, et le grand plat de Denain se développe d'une manière continue au-dessous du droit de l'Enclos, l'ensemble de ces deux branches donnant l'allure en fond de bateau. Si l'on parcourt une voie de fond du plat de Denain, ou ce qui revient au même, l'affleurement d'une veine au tourtia, on voit que son tracé, qui, du côté de l'ouest, est sensiblement dirigé de l'ouest à l'est, avec une certaine tendance à s'infléchir vers le sud, remonte peu à peu vers le nord-est, puis décrit une sorte d'arc de cercle pour se diriger vers le nord, et ensuite vers le nord-ouest. La faille d'Abscon, qui est située à 1 300 mètres environ au nord de la fosse Renard, vient former la limite septentrionale de cette cuvette, en interrompant les couches de terrain qui la constituent. Cette apparence en fond de bateau est accidentelle, et n'empêche pas que le plat de Denain ne soit suivi par un autre droit, qui est le droit de Bayard, de même qu'il est précédé par celui de l'Enclos.

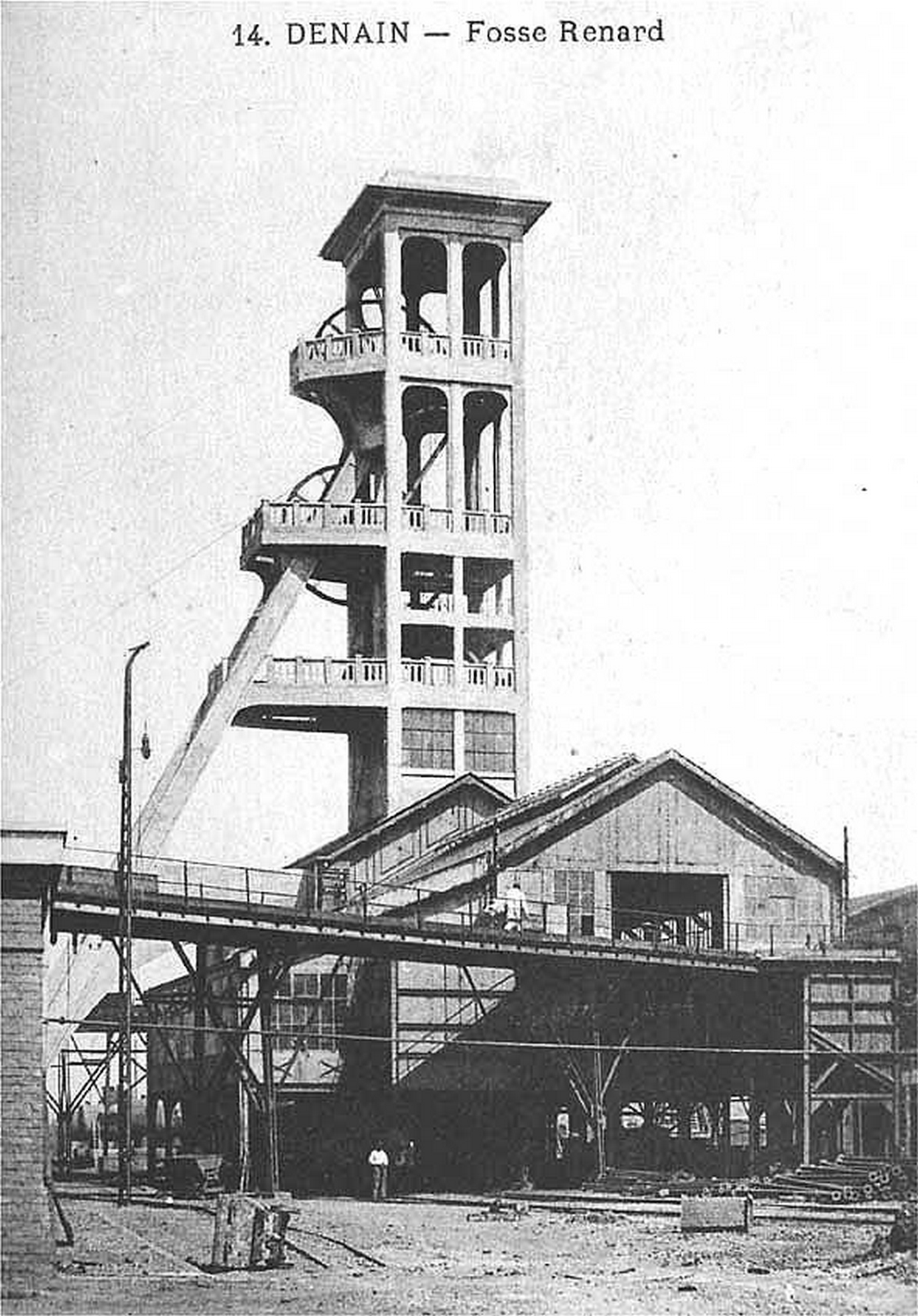
Renard no 2.

La fosse est détruite durant la Première Guerre mondiale. Elle est reconstruite vers 1920 avec des chevalements en béton armé. Jules Mousseron, inventeur de Cafougnette, a travaillé dans cette fosse pendant quarante-six ans.
La Compagnie des mines d'Anzin est nationalisée en 1946, et intègre le Groupe de Valenciennes. La fosse Renard extrait cette année-là 650 tonnes par jour, le puits no 1 assure le service et l'aérage, le puits no 2 est affecté à l'extraction. Le retour d'air est assuré par la fosse Enclos, sise à 1 512 mètres au sud-est. La fosse étant exploitée depuis plus d'un siècle, le gisement restant est presque épuisé, elle cesse alors d'extraire en 1948. Les puits nos 1 et 2, respectivement profonds de 832 et 833 mètres, sont remblayés en 1952. Les installations de surface sont détruites à partir de 1972.

### Reconversion
Le carreau de fosse est occupé par diverses entreprises, dont un ferrailleur, une casse, et deux concessionnaires.
Au début du XXIe siècle, Charbonnages de France matérialise les têtes des puits Renard nos 1 et 2. Le BRGM y effectue des inspections chaque année. Il ne reste rien de la fosse.

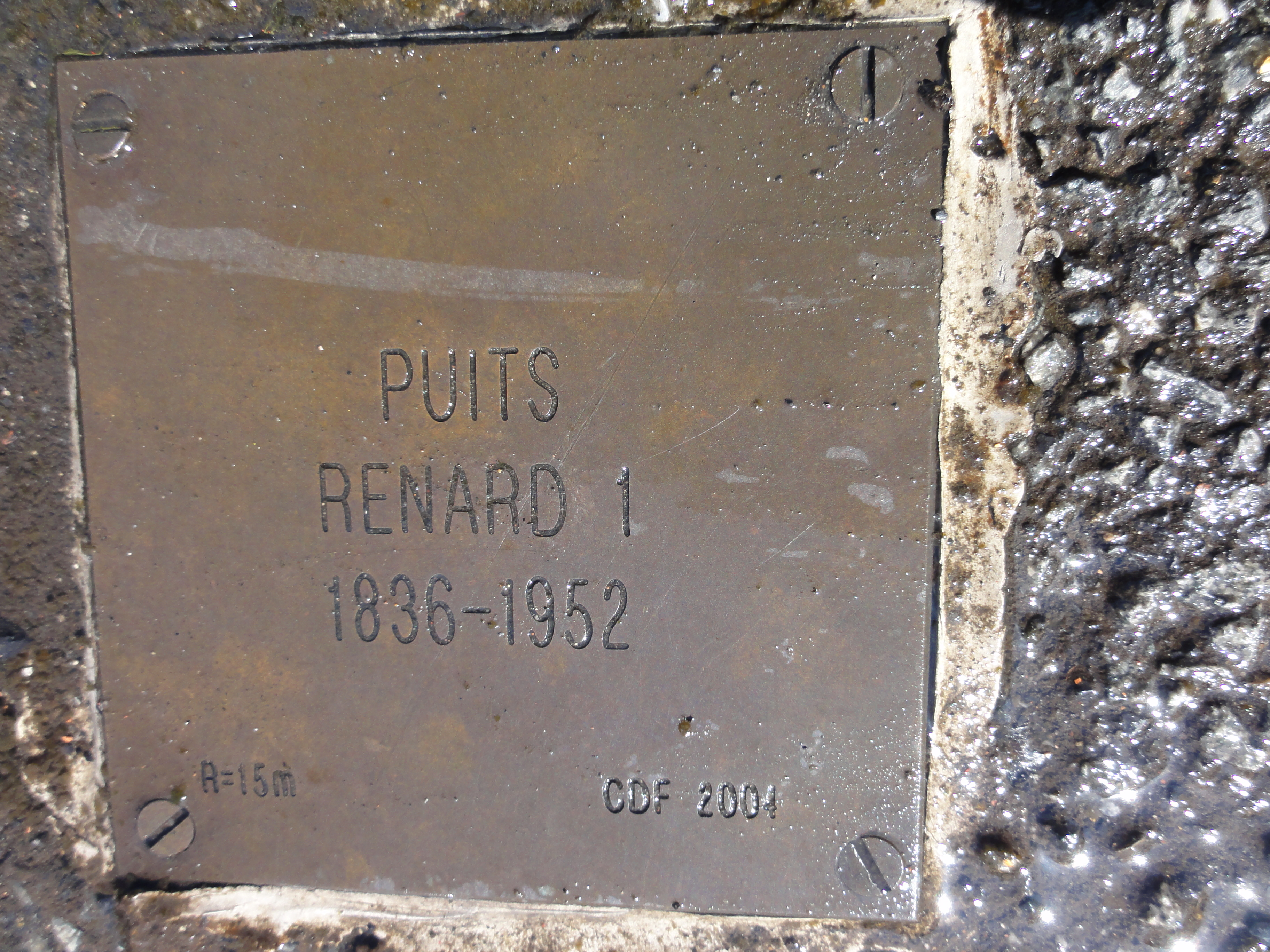
Puits Renard no 1, 1836-1952.
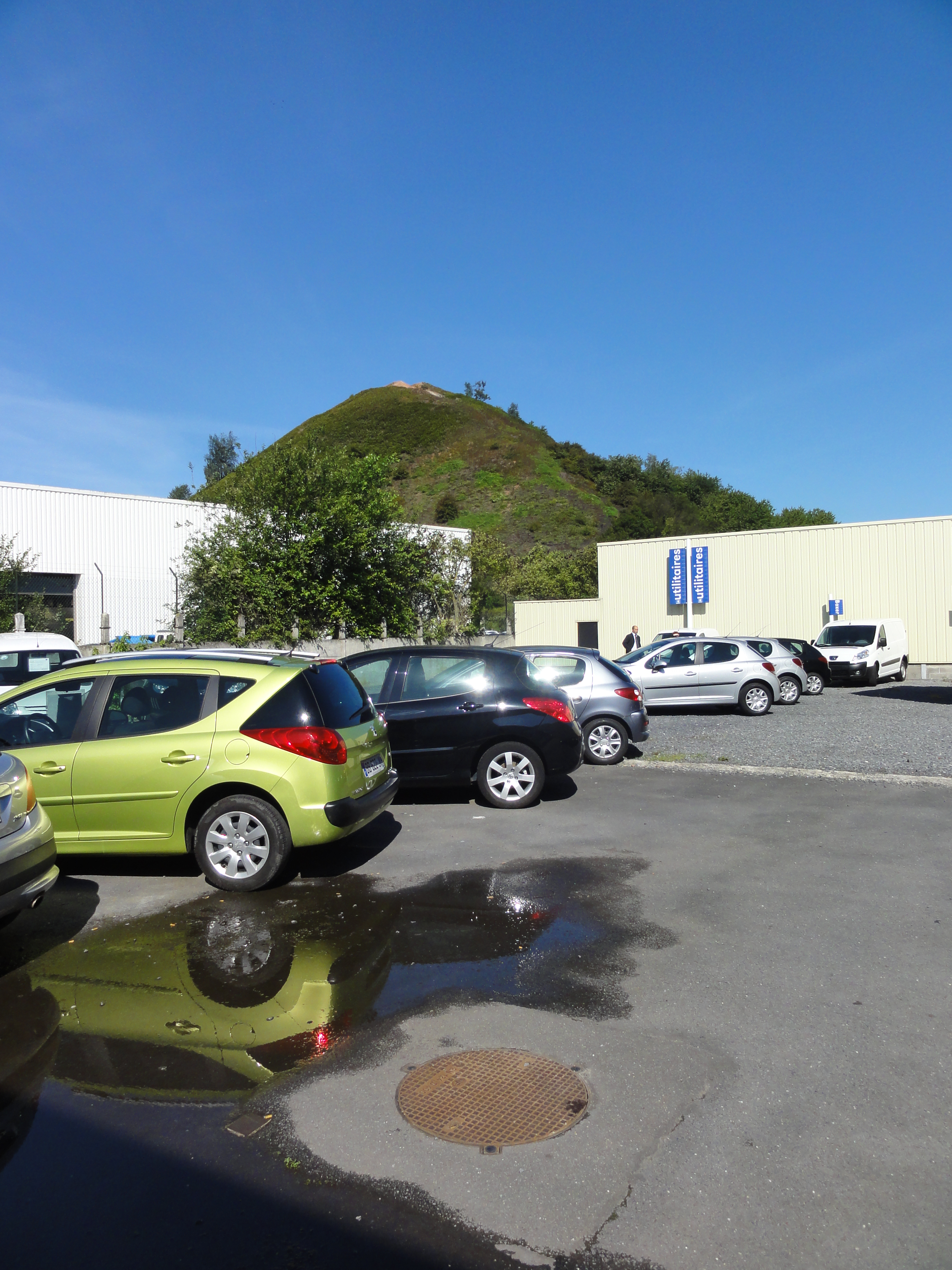
Le puits no 1 dans son environnement.
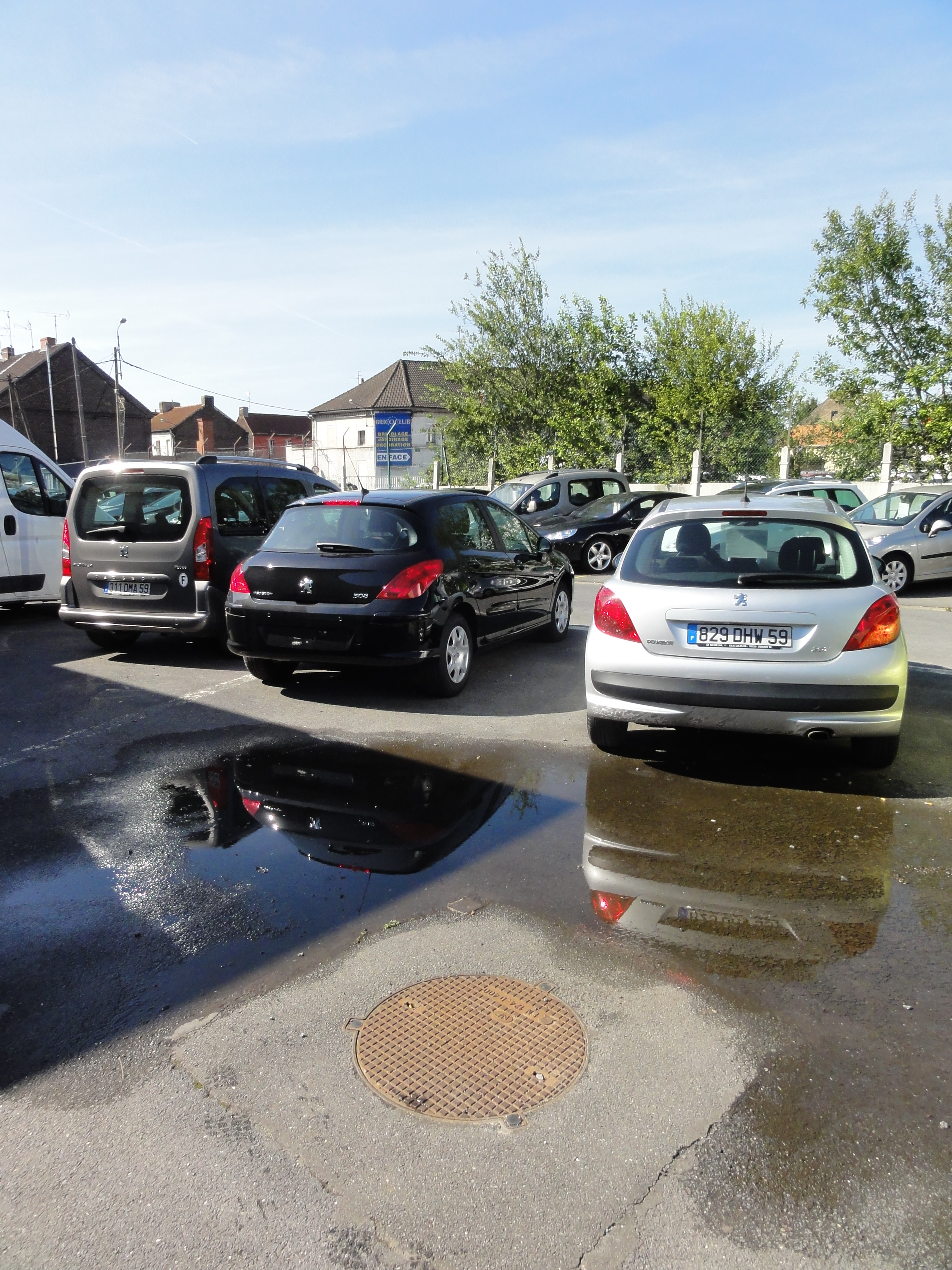
Le puits no 1 dans son environnement.
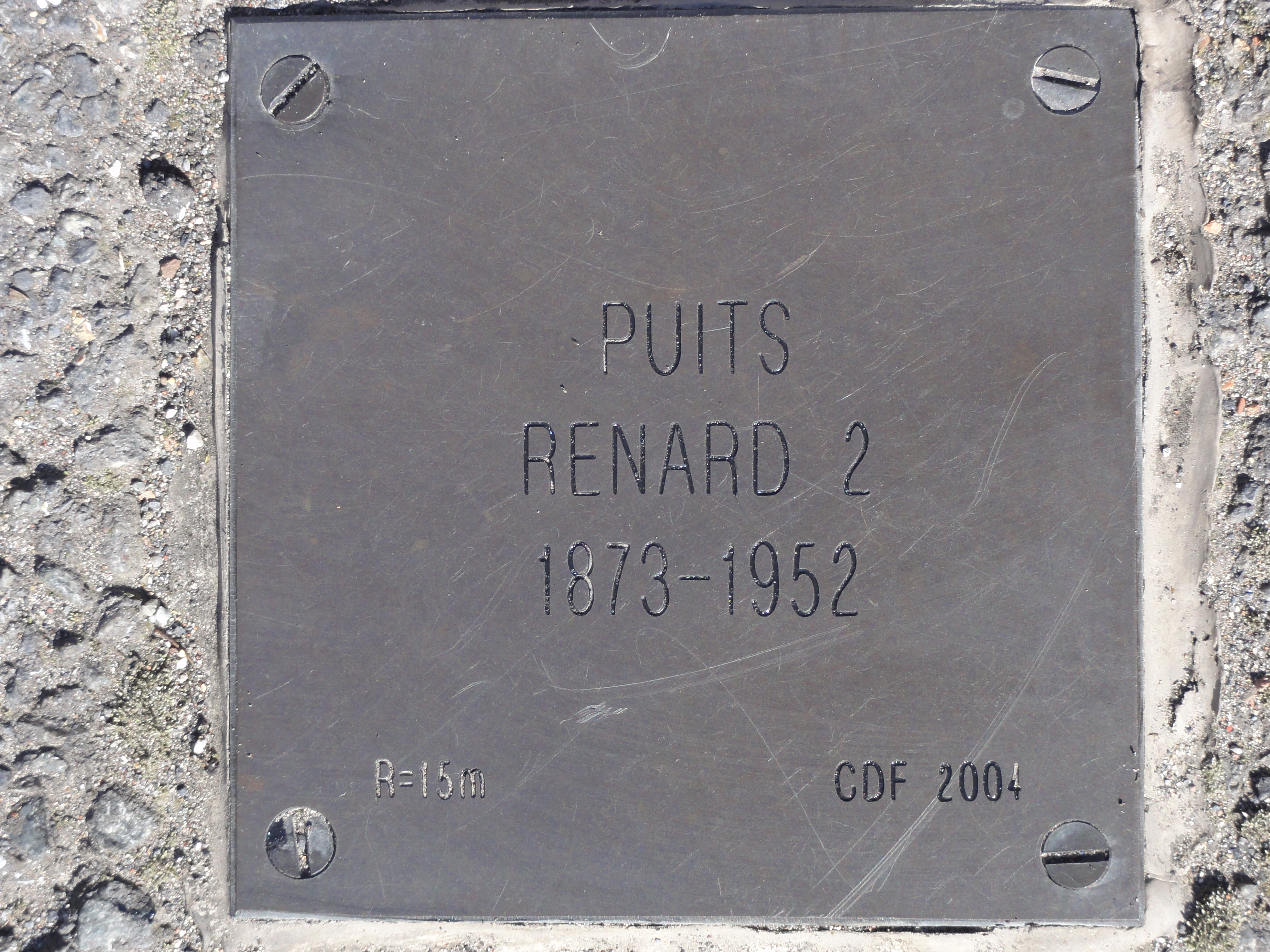
Puits Renard no 2, 1873-1952.
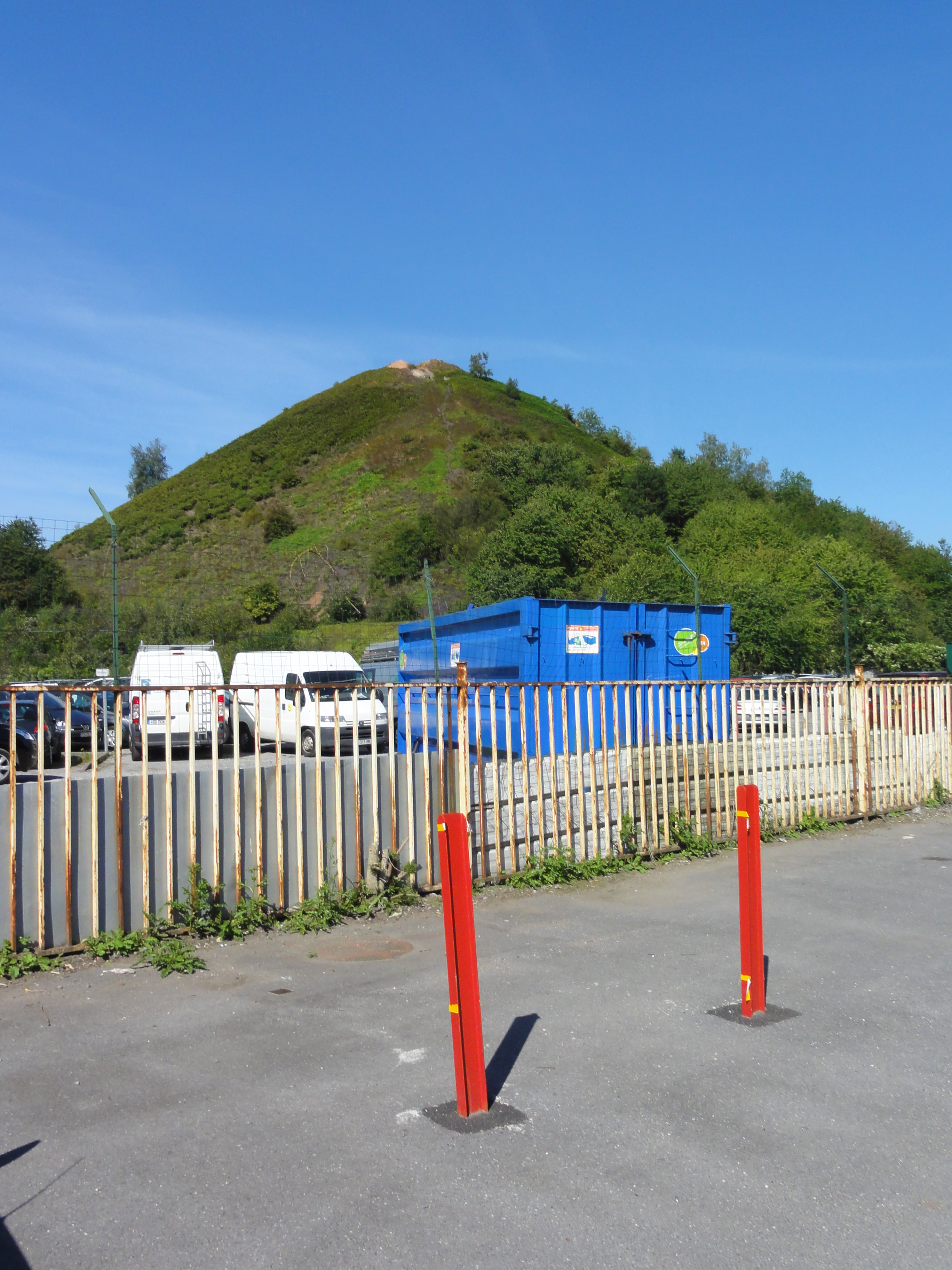
Le puits no 2 dans son environnement.
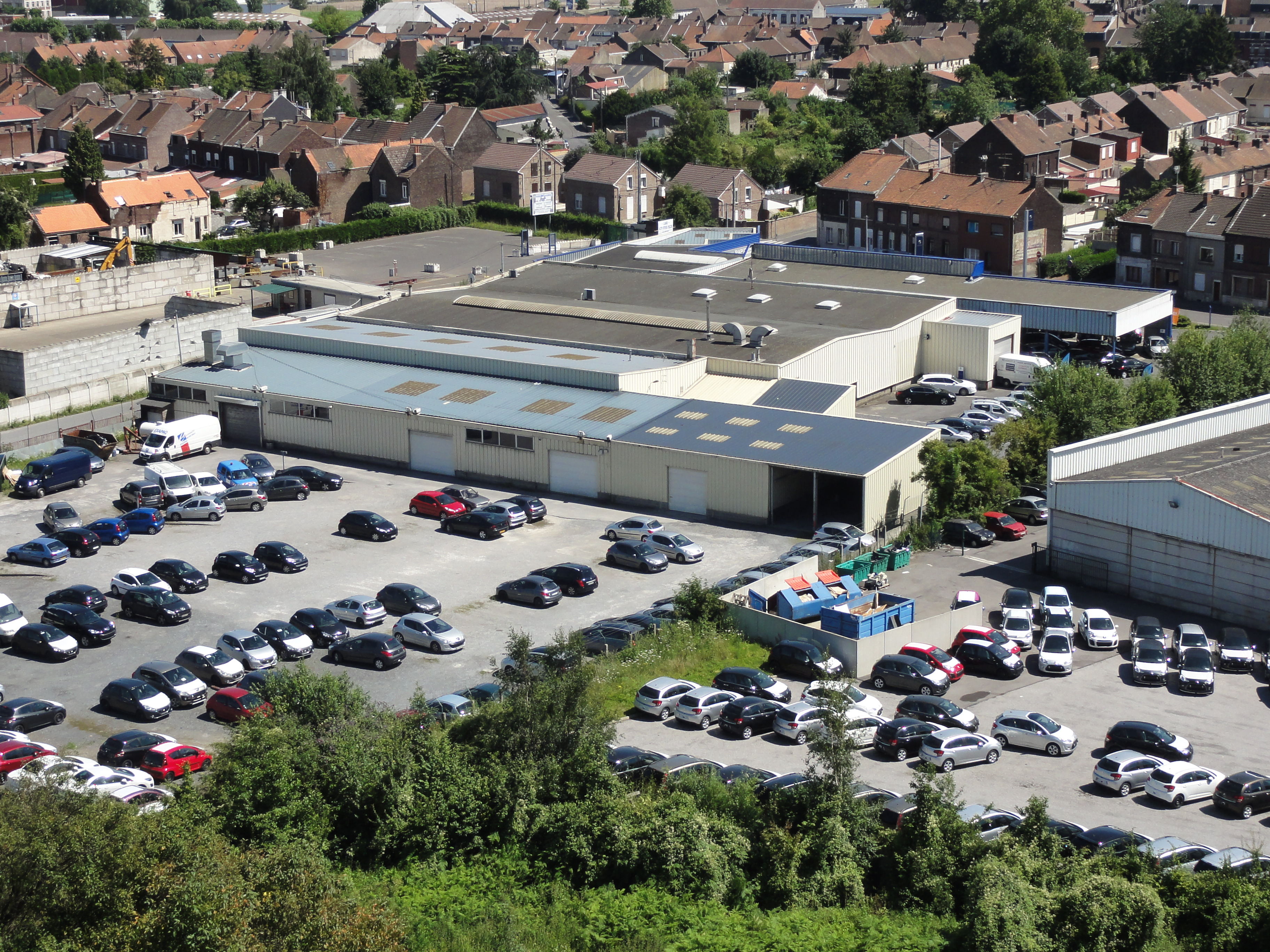
Le carreau de fosse vu depuis le terril, en juillet 2012.

## Les terrils
Deux terrils résultent de l'exploitation de la fosse.

### Terrilno162, Renard
50° 19′ 36″ N, 3° 22′ 18″ E

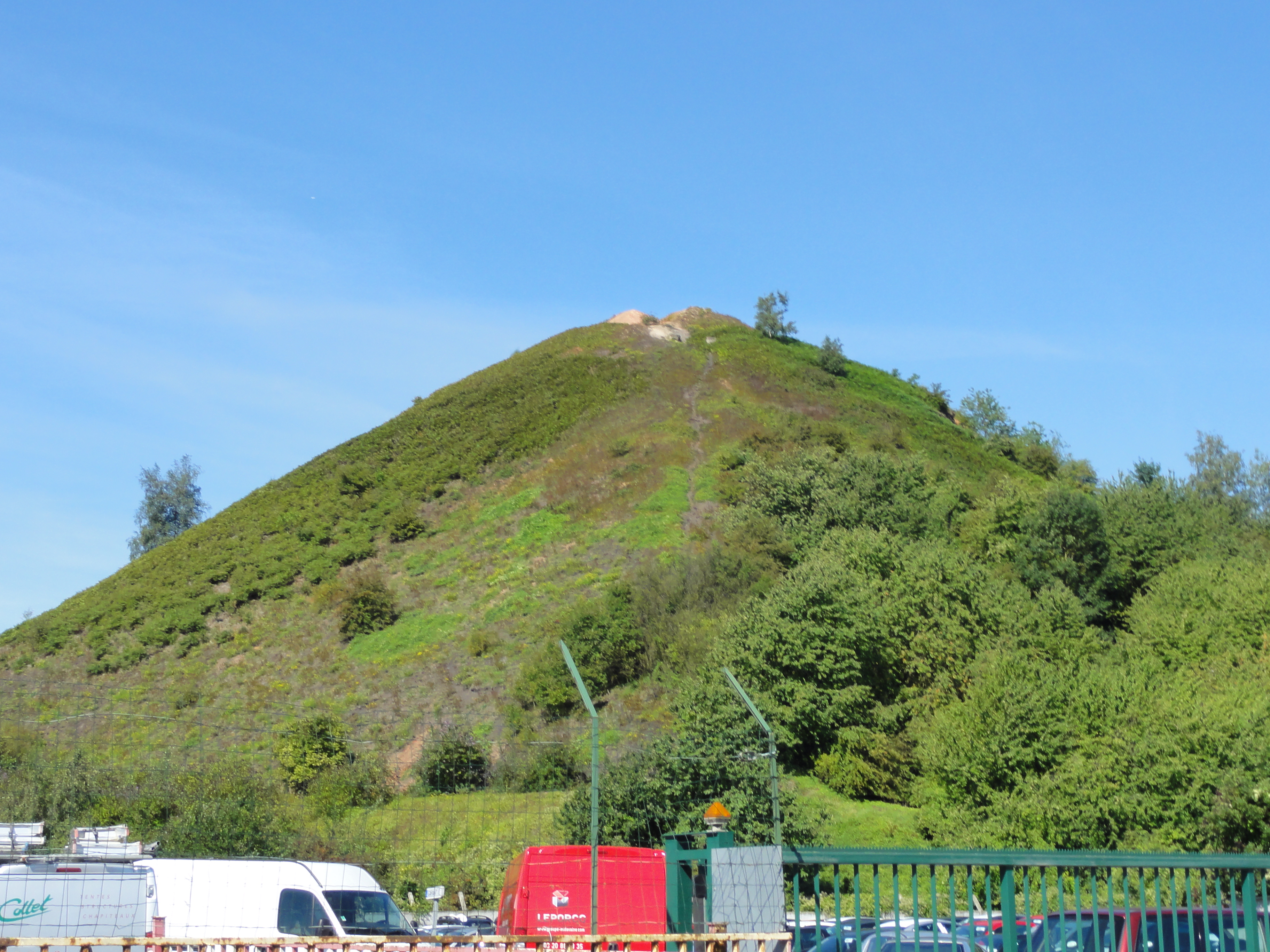
Le terril conique Renard.

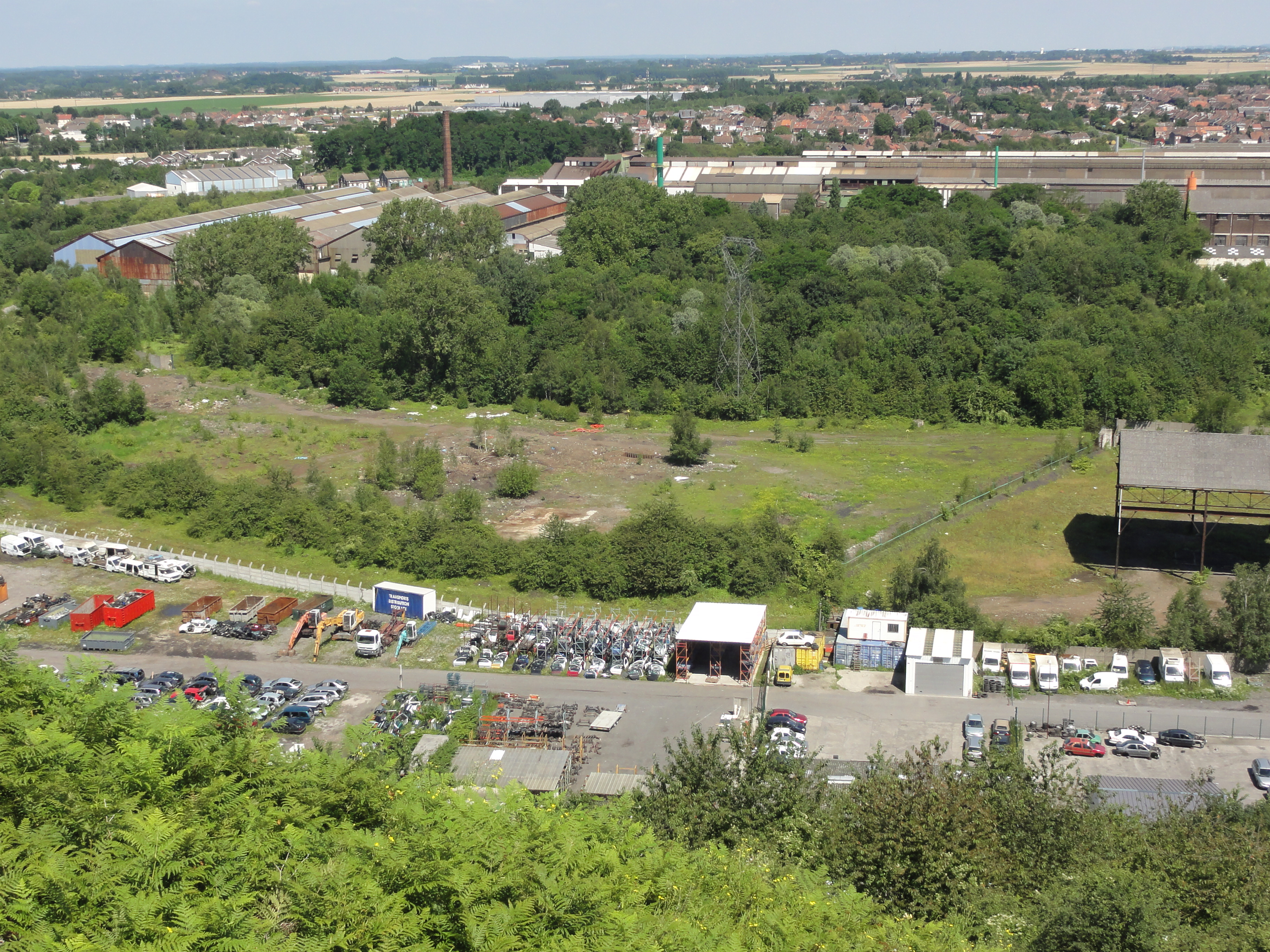
Le terril plat Renard.

Le terril no 162, Renard, situé à Denain, est le terril conique de la fosse Renard des mines d'Anzin. Sa hauteur est de 76 mètres. Il fait partie des 353 éléments répartis sur 109 sites qui ont été classés le 30 juin 2012 au patrimoine mondial de l'Unesco. Il constitue le site no 18.

### Terrilno162A, Renard
50° 19′ 42″ N, 3° 22′ 30″ E
Le terril no 162A, Renard, situé à Denain, est le terril plat de la fosse Renard des mines d'Anzin. Sa hauteur est faible.

## Les cités
Des cités ont été bâties au sud de la fosse.

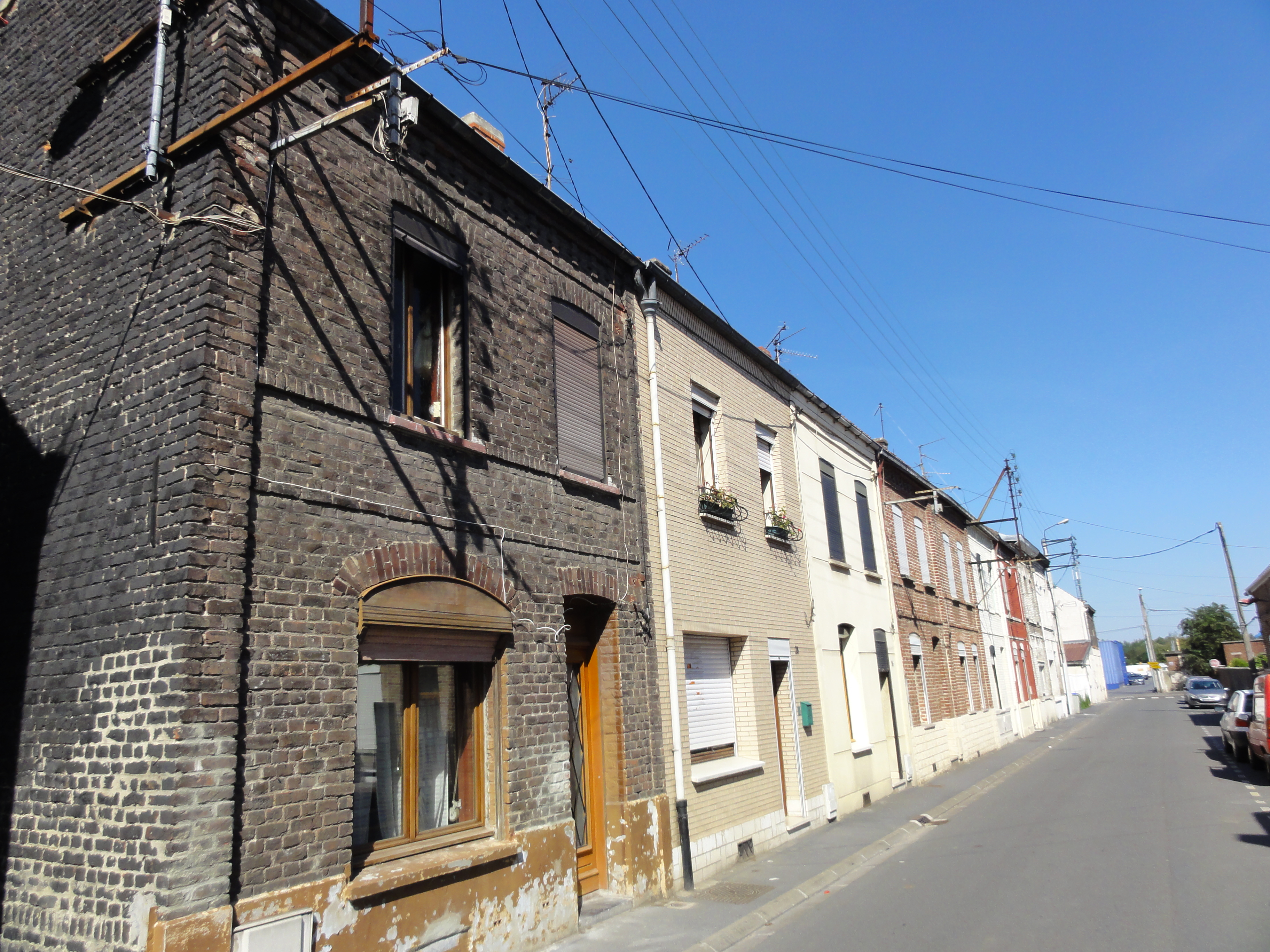
Un coron ancien.
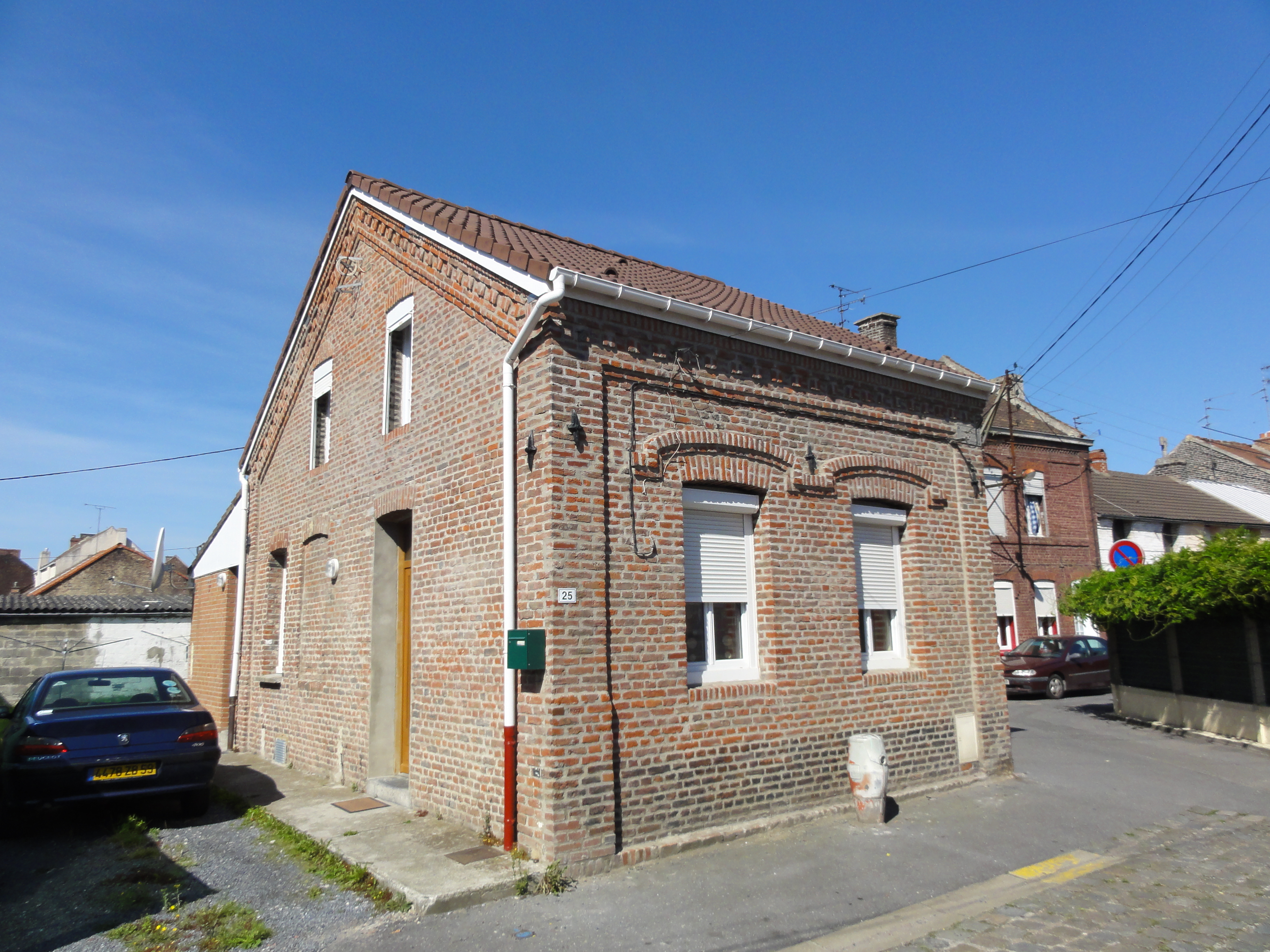
Une habitation individuelle.
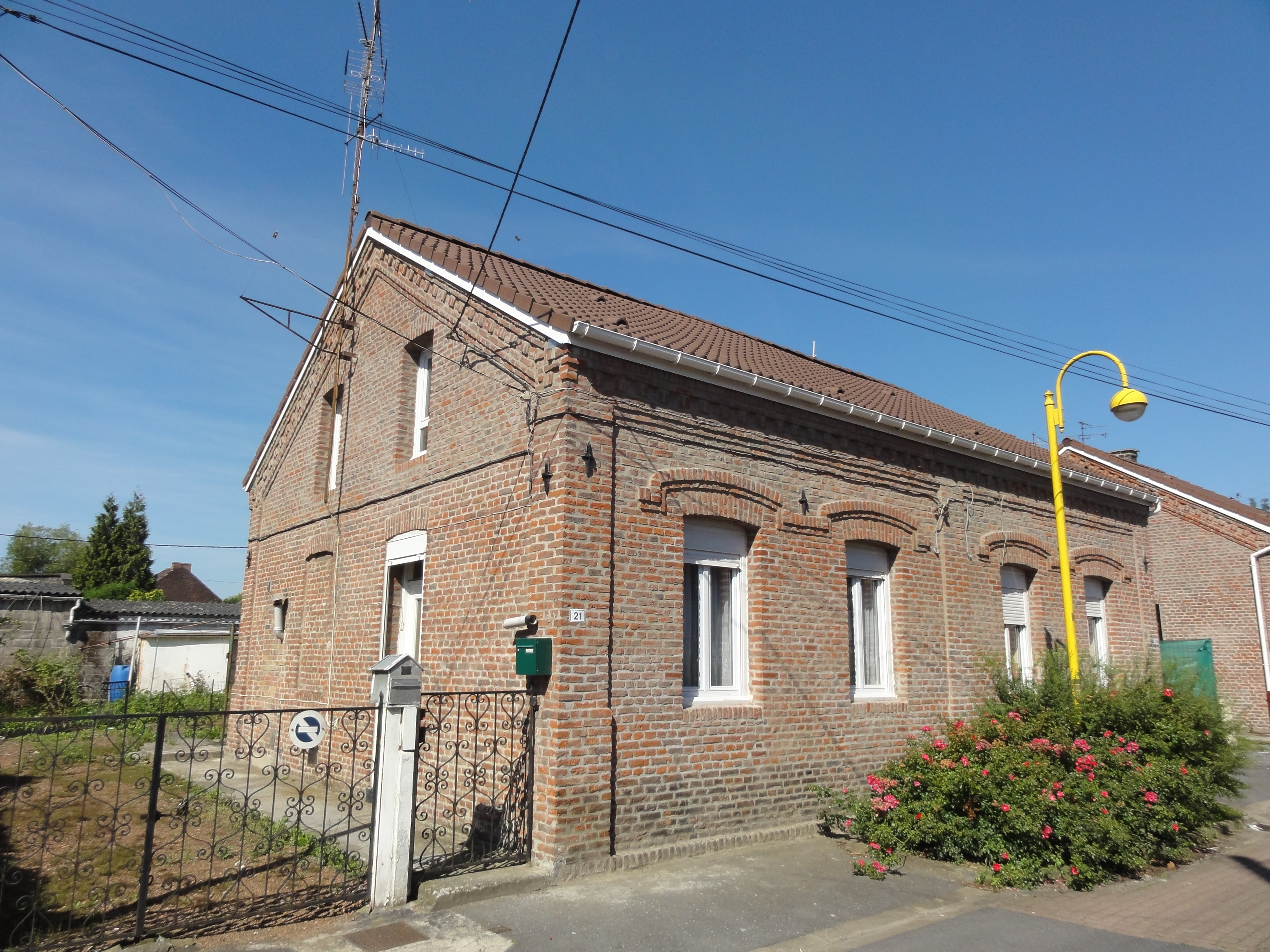
Des habitations groupées par deux.
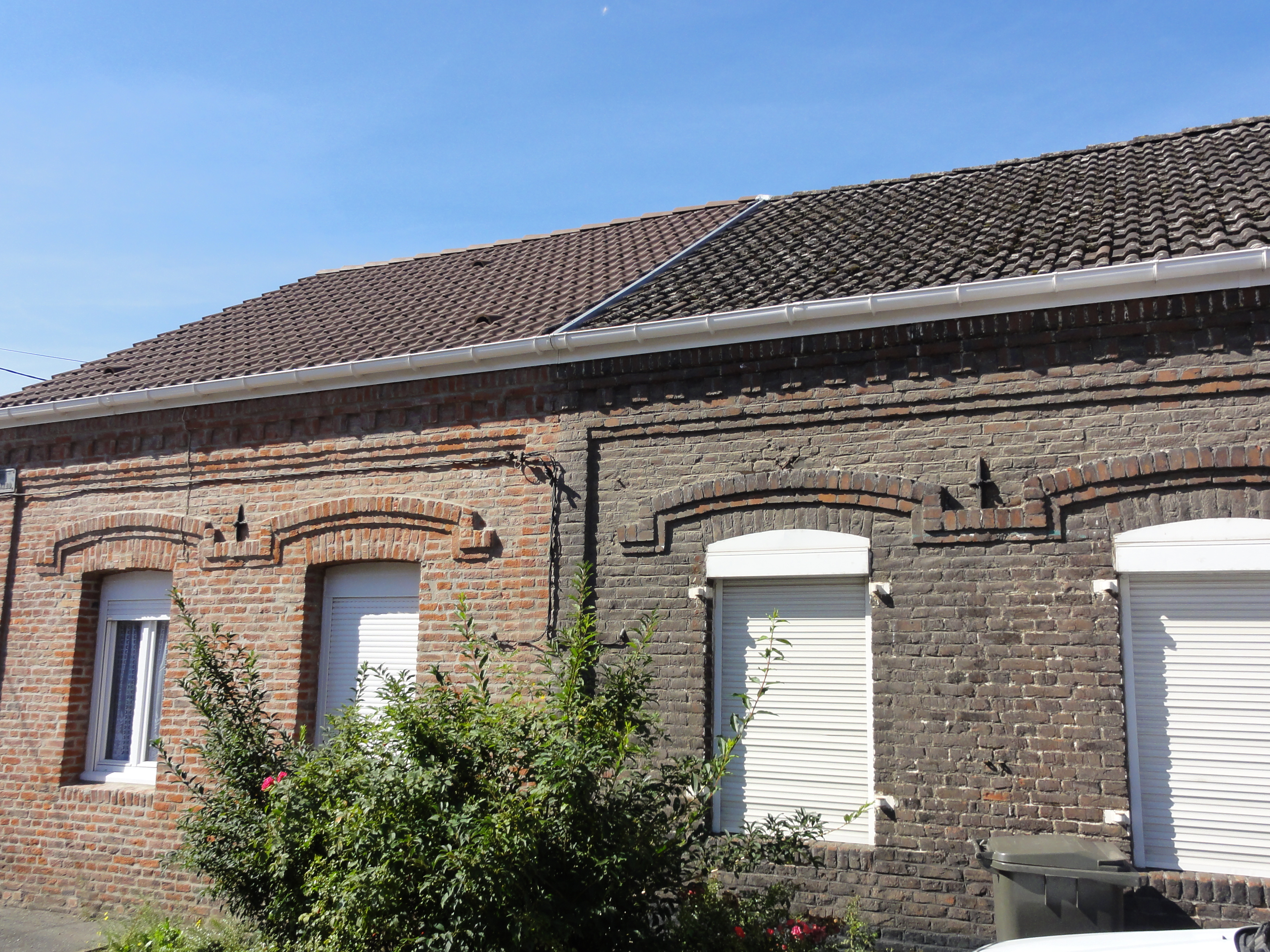
Une habitation rénovée, et une ne l'ayant pas été.
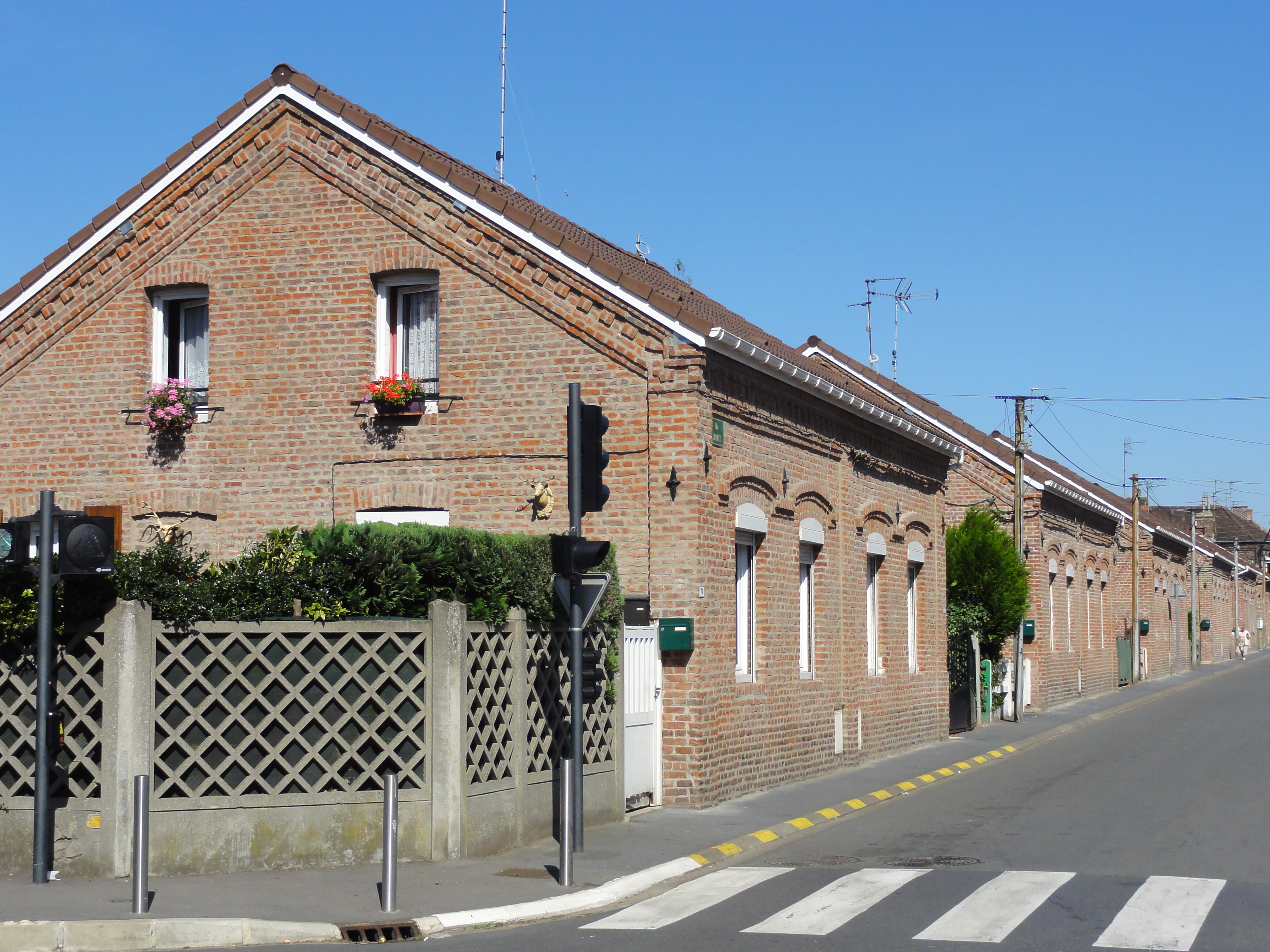
Un alignement de maisons.
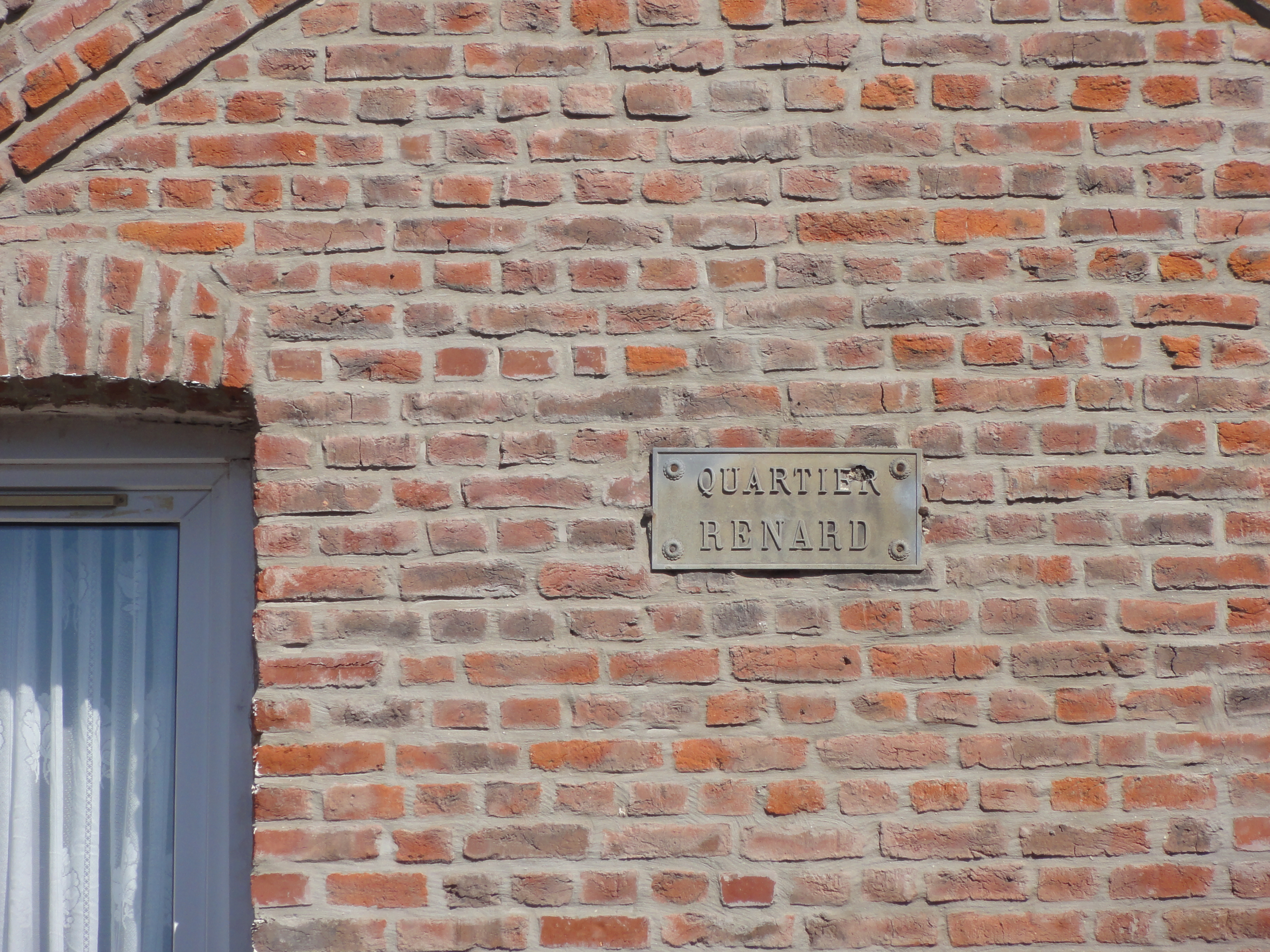
« Quartier Renard ».